# Conus nigromaculatus
Espèce
Statut de conservation UICN

 DD  : Données insuffisantes
Conus nigromaculatus est une espèce de mollusques gastéropodes marins de la famille des Conidae.
Comme toutes les espèces du genre Conus, ces escargots sont prédateurs et venimeux. Ils sont capables de « piquer » les humains et doivent donc être manipulés avec précaution, voire pas du tout.

## Description
La taille de la coquille varie entre 20 mm et 46 mm.

## Distribution
Cette espèce marine est présente dans la mer Rouge (archipel de Dahlak) et au large de l'Erythrée.

### Niveau de risque d’extinction de l’espèce
Selon l'analyse de l'UICN réalisée en 2011 pour la définition du niveau de risque d'extinction, cette espèce est inscrite dans la catégorie Données insuffisantes. Elle est endémique de l'Érythrée et de ses îles, et on sait très peu de choses sur la distribution complète et les menaces qui pèsent sur cette espèce. Même les données sur la coquille larvaire sont inconnues et elle est considérée comme très rare. Il est possible qu'il y ait d'autres populations dans le nord de la mer Rouge. Le statut protégé de la mer Rouge peut offrir une certaine protection à cette espèce, notamment en termes de collecte, mais les informations disponibles sont insuffisantes pour évaluer les menaces telles que la pollution. Des recherches supplémentaires sont nécessaires pour élucider ces facteurs avant qu'une évaluation plus précise puisse être faite.

## Taxonomie

### Publication originale
L'espèce Conus nigromaculatus a été décrite pour la première fois en 1992 par les malacologistes Dieter Röckel (d) et Robert G. Moolenbeek (d) dans « Acta Conchyliorum »,.

### Synonymes
- Asprella nigromaculata (Röckel & Moolenbeek, 1992) · non accepté
- Conus (Pionoconus) nigromaculatus Röckel & Moolenbeek, 1992 · appellation alternative
- Phasmoconus (Graphiconus) nigromaculatus (Röckel & Moolenbeek, 1992) · non accepté
- Pionoconus nigromaculatus (Röckel & Moolenbeek, 1992) · non accepté